# Governatorato di Dhamar
Dhamār (in arabo: ذمار) è un governatorato dello Yemen. Si trova a sud-est del governatorato di San'a, a nord del governatorato di Ibb, a est del governatorato di al-Hudayda e a nord-ovest del governatorato di Al Bayda', nella regione centrale dello Yemen. Ha un'area di 7.590 km² e una popolazione di 1.330.108 abitanti.
Il Dhamār è il governatorato situato, come media, più in alto nello Yemen, con la maggior parte del territorio che si trova sopra i 2.500 metri. Nonostante ciò il clima rimane molto caldo durante il giorno, con temperature che variano tra i 25 e 30 gradi Celsius. Non è infrequente trovare la brina durante le sere dei mesi invernali. Anche se non esistono studi certi sull'argomento, si stima che le precipitazioni varino tra i 400 e i 500 millilitri l'anno, concentrate nei mesi tra marzo e aprile, e tra luglio e agosto. In alcuni casi queste precipitazioni hanno causato disastrose inondazioni, come nell'aprile del 2006.
Il Dhamār è una regione prevalentemente agricola.